# Sint-Josephkerk (Alkmaar)
De Sint-Josephkerk is een voormalige rooms-katholieke kerk aan de Nassaulaan 4 in Alkmaar.
In 1908 werd besloten tot de bouw van een bijkerk voor de Sint-Dominicuskerk. De architect was Albert Margry, die werd bijgestaan door zijn compagnon Jos Snickers. Margry ontwierp ook de naasgelegen pastorie. In januari 1909 werd gestart met de voorbereidende werkzaamheden, waarna op 26 maart van dat jaar de eerste steen werd gelegd. Op 31 december 1909 kon de kerk al worden ingewijd. Op 25 april 1910 werd de kerk officieel geconsacreerd. Op 15 november 1922 werd de nieuwe parochie Sint-Joseph opgericht en ging de kerk zelfstandig verder.
Het is een driebeukige kruiskerk in neogotische stijl. Aan beide zijden van de voorgevel staat een kleine traptoren. Voor de kerk staat een beeld van Christus Koning. Na de liturgische wijzigingen van het Tweede Vaticaans Concilie in de jaren 1960 werd het interieur gewijzigd. De vloer van het priesterkoor werd verhoogd en altaren, de preekstoel en communiebanken werden verwijderd. Tussen 2006 en 2007 werd de kerk nogmaals heringericht, waarbij ontmoetingsruimten en kantoren zijn ingebouwd.
De kerk werd tot 2019 gebruikt door de "Parochie van de HH Matthias Laurentius te Alkmaar". Op 1 juli van dat jaar werd de kerk gesloten en ging de parochie verder in de Pius X-kerk en de Sint-Laurentiuskerk. Het kerkgebouw is als Rijksmonument beschermd en kan niet worden gesloopt. De kerk wordt verbouwd tot appartementencomplex en er komt een kleine openbare kapel. Het Christusbeeld voor de kerk blijft staan.